# Олена Куницька (гетьманша)
Олена Куницька (*д/н —після 1684) — українська політикиня, налагоджувала зв'язки Правобережної України з Миргородшиною. Саме через сміливу гетьманшу Олену Куницьку йшли основні потоки втікачів з Лівобережної України до гетьманської столиці Немирова, а також міст Мошин, Рокитне, Богуслав.

## Життєпис
Про родину Олени немає чітких відомостей. За припущеннями походила з дрібної української шляхти, проте достеменно це не підтверджено. 
Народилася на Миргородщині. У 1653 році (або перед тим) вступила в шлюб з Григорієм Лісницьким, миргородським полковником. Відомо, що того ж року разом із чоловіком передала Полтавському Хрестовоздвиженському монастиреві книгу «Евхологион або Молитвослов» київського видання 1646 року.
Олена Куницька підтримувала антимосковську політику чоловіка під час гетьманату Івана Виговського. Після укладання Слободищенського договору 1660 року разом з чоловіком переходить на Правобережну Україну. Після його рострілу у 1664 році з дітьми повернулася до Миргорода.
У 1672 році у Миргороді побралася зі Стефаном Куницьким, разом з яким у 1673 році перебралася на Правобережну Україну. Після обрання у 1683 році чоловіка гетьманом сприяла йому в налогоджені зв'язків Правобережної України з рідною Миргородщиною. Саме через сміливу гетьманшу Олену Куницьку йшли основні потоки втікачів з Лівобережної України до гетьманської столиці Немирова, а також міст Мошин, Рокитне, Богуслав. Активність Олени Куницької настільки обурила лівобережного гетьмана Івана Самойловича, що він навіть відрядив військовий загін для її викрадення, але вона встигла втекти з Богуслава, де був її осідок, до чоловіка в Немирів.
У 1684 році Олена Куницька по смерті чоловіка втекла до Польщі, але згодом, уже за гетьмана Андрія Могили, повернулась і домагалася відшкодування завданих їй збитків і повернення багатств у Богуславі. Про подальшу долю нічого не відомо.

## Родина
1. Чоловік — Григорій Лісницький (д/н — 1664)
Діти:
- Данило (д/н—1695)
- Дмитро (д/н—після 1673)
- Іван (д/н— бл. 1715)

2. Чоловік — Стефан Куницький (бл.1640—1684)
- про дітей немає даних